# Bi'ina
Bi'ina, o al-Bi'na (in lingua araba: البعنة; in lingua ebraica: בענה) è un centro abitato arabo del Distretto Settentrionale di Israele. È situato nella valle di Beit Hakerem, nel cuore della Galilea, a 22 km ad est di Acri. La popolazione, prevalentemente musulmana (92%) con una minoranza cristiana (8%), nel 2016 contava 7 993 abitanti.

## Storia
Nel 1517, l'Impero ottomano guidato da Solimano il Magnifico spodestò i Mamelucchi e prese il controllo del villaggio. In origine, il villaggio era stato fondato da una famiglia di nome Ba'ana, in fuga dalla città di Deir al-Asad.
Nel 1596, il villaggio aveva una popolazione di 16 famiglie musulmane e 15 famiglie cristiane (melchite e ortodosse). Gli abitanti pagavano tasse su grano, orzo, olive, cotone, capre e alveari. La prima mappa descrittiva di El Bena risale al 1799 e fu creata da Pierre Jacotin durante l'invasione di Napoleone. Lo studioso francese Victor Guérin nel 1870 scrisse che la popolazione era divisa fra drusi e cristiani greco-ortodossi. Nel villaggio erano presenti una moschea e una chiesa greca, entrambe costruite sui siti di chiese più antiche.
Alla fine del XIX secolo, il villaggio fu descritto come un insediamento di 300 musulmani e 100 cristiani, circondato da ulivi, seminativi, e una sorgente d'acqua. Nel censimento della Palestina del 1922, condotto dalle autorità del mandato britannico, Al Ba'na aveva una popolazione di 518 abitanti: 311 musulmani e 207 cristiani ortodossi. Nel 1945, si contavano 830 abitanti, 530 musulmani e 300 cristiani, i quali possedevano 14 839 dunam privati (terreni di circa 1000 m²) mentre 57 dunam erano pubblici. La maggior parte dei dunam (5 543) erano terreni coltivati a cereali; 1 619 dunam erano piantagioni o terreni irrigabili, e 57 dunam erano terreni urbani edificati.
Il 10 aprile 1948 la Banda Stern israeliana, di matrice terrorista, distrusse parti del villaggio uccidendo i civili ivi residenti. Durante l'Operazione Hiram, nell'ottobre del 1948, il villaggio si arrese all'esercito israeliano in avanzata. Molti abitanti fuggirono in Libano, alcuni furono catturati e condotti nel campo di lavoro di Nahalal, mentre ad altri fu concesso di restare e non furono espulsi. Il villaggio rimase sotto la legge marziale fino al 1966.
In seguito a un'espansione demografica, nel 1976 il villaggio diventò consiglio locale. Nel 1981, fu creato un quartiere beduino, popolato da membri della tribù Sawaed di Rameh. Per cinque anni, dal 2003 al 2008, Bi'ina si fuse con Majd al-Krum e Deiral-Asad per formare la città di Shaghur. In seguito, il consiglio di Shagur si sciolse e Bi'ina tornò ad essere un comune singolo.